# Mountainburg
Mountainburg is een plaats (city) in de Amerikaanse staat Arkansas, en valt bestuurlijk gezien onder Crawford County.

## Demografie
Bij de volkstelling in 2000 werd het aantal inwoners vastgesteld op 682.
In 2006 is het aantal inwoners door het United States Census Bureau geschat op 720, een stijging van 38 (5,6%).

## Geografie
Volgens het United States Census Bureau beslaat de plaats een oppervlakte van
3,7 km², geheel bestaande uit land. Mountainburg ligt op ongeveer 229 m boven zeeniveau.

## Plaatsen in de nabije omgeving
De onderstaande figuur toont nabijgelegen plaatsen in een straal van 24 km rond Mountainburg.